# Апостолос Ніколаїдіс (спортсмен)
Апостолос Ніколаїдіс (грец. Απόστολος Νικολαΐδης; 19 квітня 1896, Пловдив — 15 жовтня 1980, Афіни) — грецький спортсмен, що займався низкою видів спорту, зокрема футболом і легкою атлетикою. Згодом — футбольний тренер і спортивний функціонер, багаторічний член правління спортивного клубу «Панатінаїкос», президент Грецької федерації футболу, голова НОК Греції.

## Спортивна кар'єра
Народжений у болгарському Пловдиві, Апостолос Ніколаїдіс отримав освіту в Стамбулі, після чого перебрався до своєї історичної батьківщини: спочатку до
Салонік, а згодом до Афін. У столиці він став активним учасником процесу становлення створеного незадовго до того спортивного клубу «Панатінаїкос». Мав зацікавленість у багатьох видах спорту і сприяв перетворенню клубу із суто футбольного на багатосекційний. Особисто представляв «Панатінаїкос» у змаганнях з футболу, баскетболу, волейболу, різних дисциплін легкої атлетики. Крім того досить успішно брав участь в автомобільних перегонах.
Кольори футбольної команди «Панатінаїкоса» захищав до 1928 року. Виступами у її складі заслужив на виклик до національної збірної Греції, у складі якої був учасником футбольного турніру на Олімпіаді-1920, де, щоправда, грецька команда вибула з боротьби вже на першому ж етапі, поступившись шведам з рахунком 0:9. На тій же Олімпіаді в Антверпені захищав кольори своєї країни й у змаганнях з легкоатлетичного десятиборства, де також виступив не дуже успішно, знявшись зі змагання після чотирьох дисциплін.

## Кар'єра тренера і функціонера
З 1924 року і до завершення виступів на футбольному полі у 1928 був граючим тренором футбольної команди «Панатінаїкоса». Водночас протягом 1926—1927 років обирався президентом Грецької федерації футболу.
Крім футбольної команди рідного клубу тренував національну збірну Греції, яка під його керівництвом провела одну гру 1929 року та 4 матчі у період з березня 1934 по січень 1935 року.
У подальшому зосередився на адміністративній роботі. Протягом декількох десятирічь входив до ради директорів «Панатінаїкоса», а протягом 1974—1979 років був його президентом. Одночасно був обраний головою Національного олімпійського комітету Греції, який очолював з 1974 по 1976 рік.

## Смерть і вшанування пам'яті
Помер 15 жовтня 1980 року на 85-му році життя в Афінах. На церемонії поховання труну Ніколаїдіса несли представники усіх секцій «Панатінаїкоса», з якими була безпосередньо пов'язана його спортивна кар'єра, — футболісти, баскетболісти, волейболісти і легкоатлет.
Наступного року його баготорічна відданість «Панатінаїкосу» та внесок у розвіток і популяризацію спорту загалом були вшановані присвоєнням його імені домашній арені клубу. Відповідну церемонію відвідав діючий на той час прем'єр-міністр країни Георгіос Ралліс.